# Кан, Роберт Эллиот
Ро́берт Э́ллиот (Боб) Кан (англ. Robert Elliot Kahn, Bob Kahn; род. 23 декабря 1938, Нью-Йорк) — изобретатель протокола TCP; совместно с Винтоном Серфом — изобретатель протокола IP. Часто именуется в СМИ одним из «отцов интернета».
Член Национальной инженерной академии США (1987), Национальной академии наук США (2015).

## Биография
Родился в Бруклине в еврейской семье, родственник Германа Кана. Его отец Лоренс Кан (1910—1999), работал завхозом в средней школе, мать — Беатрис Полин Ташкер (1914—1994) — была домохозяйкой. Семья матери происходила из Каменец-Подольского.
Получил образование инженера-электрика в городском колледже Нью-Йорка (1960), дипломы магистра и доктора философии в Принстоне (1962, 1964). В 1972 году Кан поступил на службу в государственное агентство по военным разработкам ARPA (современное DARPA). В том же году, в октябре, состоялся первый опыт по созданию работоспособной сети ARPANET, включавшей 40 серверов. В 1972—1974 годах для решения проблемы совместимости различных систем и каналов связи Кан привлёк Винтона Серфа; команда Кана-Серфа разработала протокол удалённого сетевого обмена, известный как ТСP, под руководством Леонарда Клейнрока.
Достигнув поста директора информационного департамента DARPA, в последующие годы Кан управлял многомиллиардным проектом Strategic Computing Program. В 1986 году Кан перешёл на работу в CNRI и возглавляет её по сей день (июль 2013). 

## Награды
Работы Кана и Серфа 1970-х годов, создавшие техническую основу современного интернета, отмечены многочисленными национальными и международными наградами:
- Мемориальная премия Гарри Гуда (1986)
- EFF Pioneer Award (1992)
- SIGCOMM Award (1993)
- Премия Маркони (1994)
- Пионер компьютерной техники (1996)
- Национальная медаль США в области технологий и инноваций (1997)
- Золотая медаль имени Александра Грэма Белла (1997)
- Премия Чарльза Старка Дрейпера (2001)
- Премия принца Астурийского в технических и научных исследованиях (2002)
- Премия Тьюринга (2004)
- Президентская медаль Свободы (2005)
- C&C Prize (2005)
- Премия Японии (2008)[11]
- Премия Гарольда Пендера (2010)
- Зал славы Интернета (2012)
- почётный доктор наук Санкт-Петербургского национального исследовательского университета информационных технологий, механики и оптики (2012)[12].
- Премия королевы Елизаветы II в области инженерного дела (2013)
- Медаль Бенджамина Франклина (2018)
- Медаль почёта IEEE (2024)[13]